# José Joaquín García de Torres
José Joaquín García de Torres o José Joaquín de Torres, fue un arquitecto novohispano de finales del siglo XVIII y principios del XIX.

## Biografía

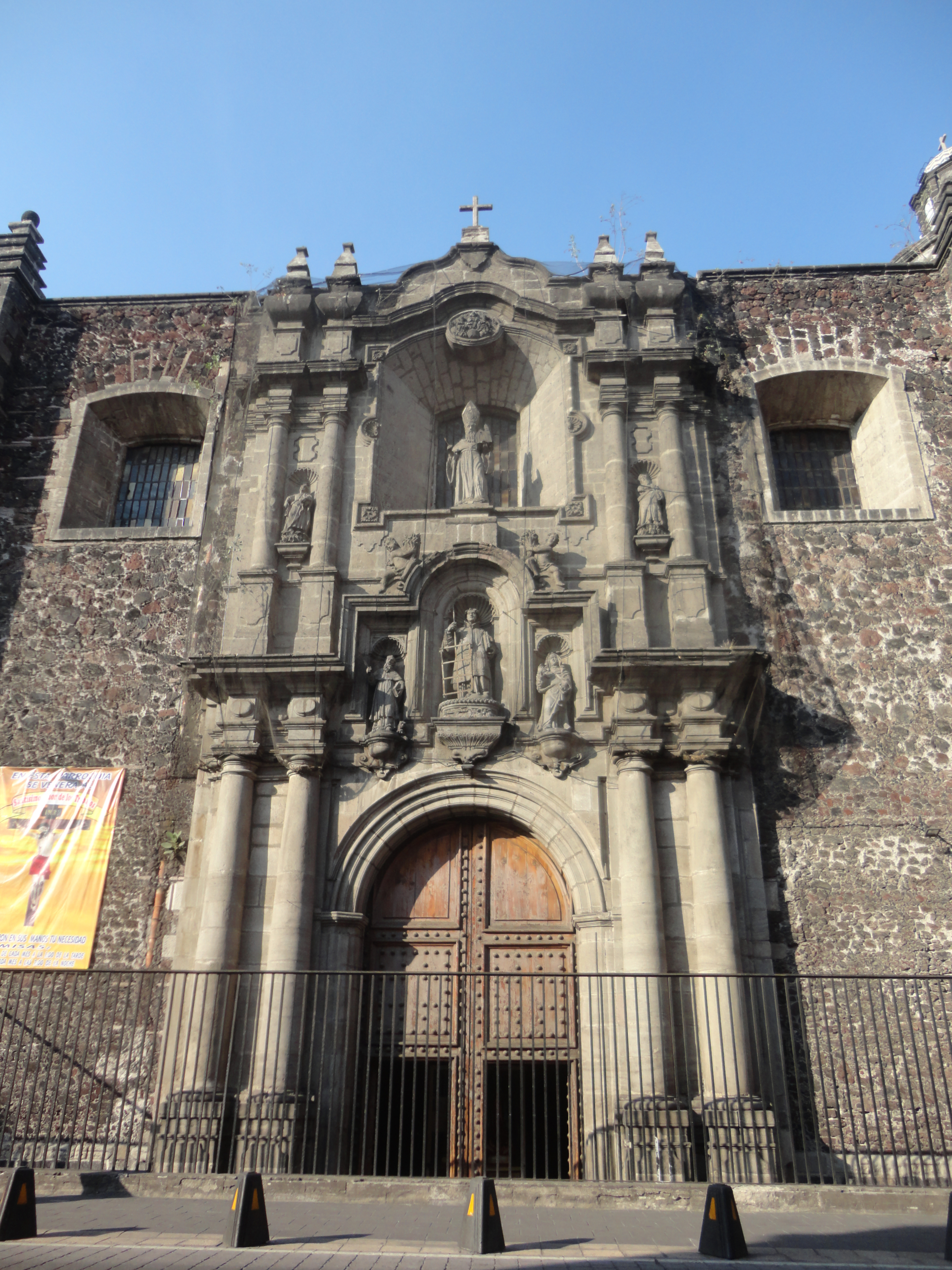
Fachada de la Iglesia de San Lorenzo

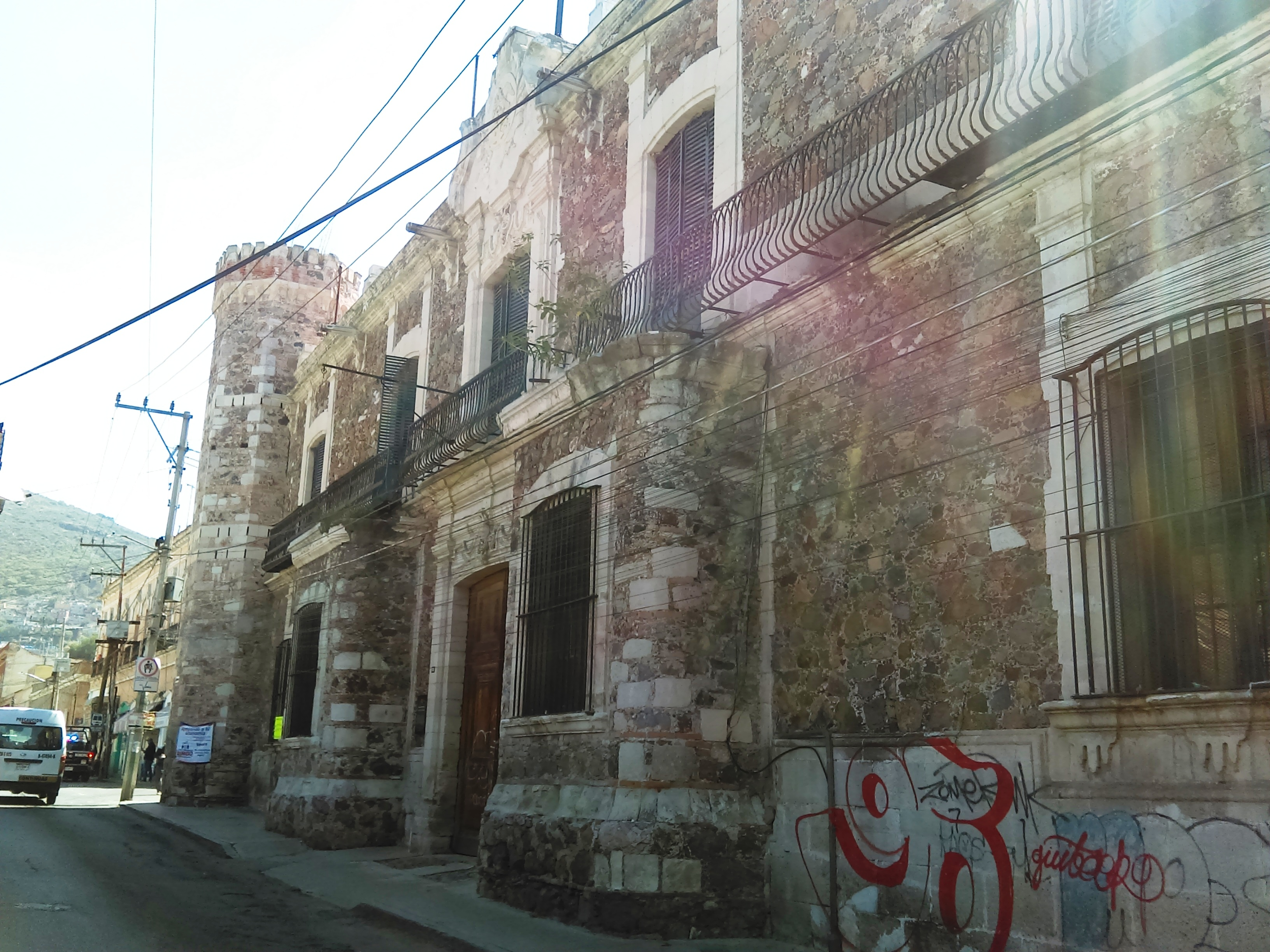
Caja Real de Pachuca

Provenía de una familia de arquitectos afamados, su padre fue el también arquitecto Joaquín García de Torres y sus tíos el célebre Ildefonso de Iniesta Bejarano y Durán y Miguel Custodio Durán. Fue uno de los primeros académicos de mérito que nombró la academia de San Carlos y de la cual se preciaba de ser “el arquitecto más antiguo”.
Fue un arquitecto barroco moderado con tendencia a la serenidad y al equilibrio de las formas decorativas, posiblemente sea el maestro que desarrolló la más larga actividad constructiva de la Ciudad de México, siendo su obra tan extensa que es difícil documentarla con exactitud ya que fue uno de los arquitectos preferidos por la sociedad novohispana para la realización de dictámenes, peritajes, valuaciones, remodelaciones y reparaciones tanto en construcciones civiles como con en templos. Trabajó para la real universidad, así como para las monjas de San Lorenzo, La encarnación, Santa Teresa, La Concepción y Regina Coeli entre otras. En 1786 participó en la convocatoria para terminar la Catedral Metropolitana de la Ciudad de México, presentando ante el cabildo de la catedral su proyecto, sin embargo resultó ganador el proyecto de José Damián Ortiz de Castro.
De su vasta obra destacan la construcción de su primera obra conocida que fue la caja real de Pachuca en 1774, así como el edificio de la panadería de la Catedral en 1775 y la remodelación de la Iglesia de San Lorenzo en 1785, en la cual sustituyó el antiguo alfarje por bóvedas de mampostería y cúpula y construyó la actual fachada, inspirada en la fachada de la iglesia de la Enseñanza. De 1777 a 1781 construye la cárcel de la Acordada, considerada su obra maestra, la cual funcionó como cárcel hasta 1867, año en que fue convertida en cuartel hasta que, entre 1880 1883 fue vendida a particulares y demolida; también es de destacar la ampliación del hospital del divino salvador en 1802. En 1806 fue encargado de la reparación de la Real fábrica de pólvora de Santa Fe, que había resultado dañada por una serie de incendios.

Su última obra fue la adaptación de la casa del Mayorazgo de Villamil para establecer un colegio, proyecto que quedó inconcluso.

## Obras destacadas
- Caja Real de Pachuca
- Fachada, cúpula y bóvedas de la Iglesia de San Lorenzo
- Panadería de la Catedral en la calle República de Uruguay 117
- Ampliación del Hospital del Divino Salvador (destruido)
- Cárcel de la Acordada (destruida)
- Mirador del colegio de niñas[7]
- Casas del Marquesado del valle de Oaxaca (1772) con Francisco Guerrero y Torres y Lorenzo Rodríguez[8]